# Soldatskoje (Kaliningrad)
Soldatskoje (russisch Солдатское, deutsch Lewitten, auch: Pilgrim und Schwellienen) ist der gemeinsame Name dreier ehemals eigenständiger Ortschaften in der russischen Oblast Kaliningrad (Gebiet Königsberg (Preußen)) innerhalb der Gwardeiskoje selskoje posselenije (Landgemeinde Gwardeiskoje (Mühlhausen)) im Rajon Bagrationowsk (Kreis Preußisch Eylau).

## Geographische Lage
Soldatskoje liegt an einer Nebenstraße, die Gwardeiskoje (Mühlhausen) an der russischen Regionalstraße 27A-017 (ehemalige russische A 195 und deutsche Reichsstraße 128) mit Tambowskoje (Vierzighuben) und Tschechowo (Uderwangen) an der Regionalstraße 27A-083 (ehemalige russische Fernstraße A 196 und ehemalige deutsche Reichsstraße 131) verbindet. Eine Bahnanbindung besteht nicht.

## Geschichte

### Soldatskoje/Lewitten (bis 1945)
Die ehedem Lewitten genannte Ortschaft liegt 15 Kilometer nördlich von Bagrationowsk (Preußisch Eylau) und wurde 1874 in den Amtsbezirk Groß Lauth (heute russisch: Newskoje) eingegliedert. Bis 1945 war der Ort dem Landkreis Preußisch Eylau im Regierungsbezirk Königsberg der preußischen Provinz Ostpreußen zugehörig.
Im Jahre 1910 zählte die Landgemeinde Lewitten 362 Einwohner. Am 14. Mai 1930 erhielt Lewitten eine Umgliederung aus dem Amtsbezirk Groß Lauth in den Amtsbezirk Uderwangen (russisch: Tschechowo), ebenfalls im Landkreis Preußisch Eylau. 1933 lebten hier 374, 1939 bereits 397 Einwohner.

### Soldatskoje/Pilgrim (bis 1945)
Der einst Pilgrim genannte Gutsbezirk liegt 16½ Kilometer nördlich von Bagrationowsk. 1874 kam Pilgrim zum Amtsbezirk Uderwangen (heute russisch: Tschechowo), der auch zum Landkreis Preußisch Eylau im Regierungsbezirk Königsberg der preußischen Provinz Ostpreußen gehörte.
Im Jahre 1910 waren 53 Einwohner in Pilgrim registriert. Am 30. September 1928 verlor Pilgrim seine Eigenständigkeit, denn es schlossen sich die Gutsbezirke Pilgrim und Eberswalde (russisch: Mochowoje) sowie die Landgemeinden Uderwangen und Unruh (Kertschenskoje) zur neuen Landgemeinde Uderwangen zusammen. Die Eingliederung in den gleichnamigen Amtsbezirk blieb bestehen.

### Soldatskoje/Schwellienen (bis 1945)
Das kleine damals Schwellienen genannte Vorwerk liegt nordöstlich des Flüsschens Beisleide (russisch: Reswaja) und ist 14½ Kilometer von Bagrationowsk entfernt. Schwellienen war ein Ortsteil von Vierzighuben (russisch: Tambowskoje) und gehörte von 1874 bis 1930 zum Amtsbezirk Groß Lauth (Newskoje), danach bis 1936 zum Amtsbezirk Knauten (Prudki) und dann bis 1945 zum Amtsbezirk Mühlhausen (Gwardeiskoje), immer im ostpreußischen Landkreis Preußisch Eylau.

### Soldatskoje (ab 1946)
Infolge des Zweiten Weltkrieges kamen Lewitten, Pilgrim und Schwellienen mit dem nördlichen Ostpreußen zur Sowjetunion und erhielten 1946 den gemeinsamen russischen Namen „Soldatskoje“. Bis zum Jahr 2009 war der Ort in den Gwardeiski sowjet (Dorfsowjet Gwardeiskoje (Mühlhausen)) eingegliedert und ist seither – nach einer Struktur- und Verwaltungsreform – eine als „Siedlung“ (russisch: possjolok) eingestufte Ortschaft innerhalb der Gwardeiskoje selskoje posselenije (Landgemeinde Gwardeiskoje) im Rajon Bagrationowsk.

## Kirche
In den drei Dörfern Lewitten, Pilgrim und Schwellienen lebte vor 1945 eine überwiegend evangelische Bevölkerung. Während Lewitten und Pilgrim in das Kirchspiel Uderwangen (heute russisch: Tschechowo) eingepfarrt waren, gehörte Schwellienen zum Kirchspiel Mühlhausen (Gwardeiskoje). Beide Pfarrsprengel waren in den Kirchenkreis Preußisch Eylau (Bagrationowsk) innerhalb der Kirchenprovinz Ostpreußen der Kirche der Altpreußischen Union eingegliedert.
Heute liegen alle drei Orte im Einzugsgebiet der in den 1990er Jahren neu entstandenen evangelischen Dorfkirchengemeinde in Gwardeiskoje (Mühlhausen). Sie ist eine Filialgemeinde der Auferstehungskirche in Kaliningrad (Königsberg) innerhalb der Propstei Kaliningrad der Evangelisch-lutherischen Kirche Europäisches Russland (ELKER).